# Bahía de la Maravilla

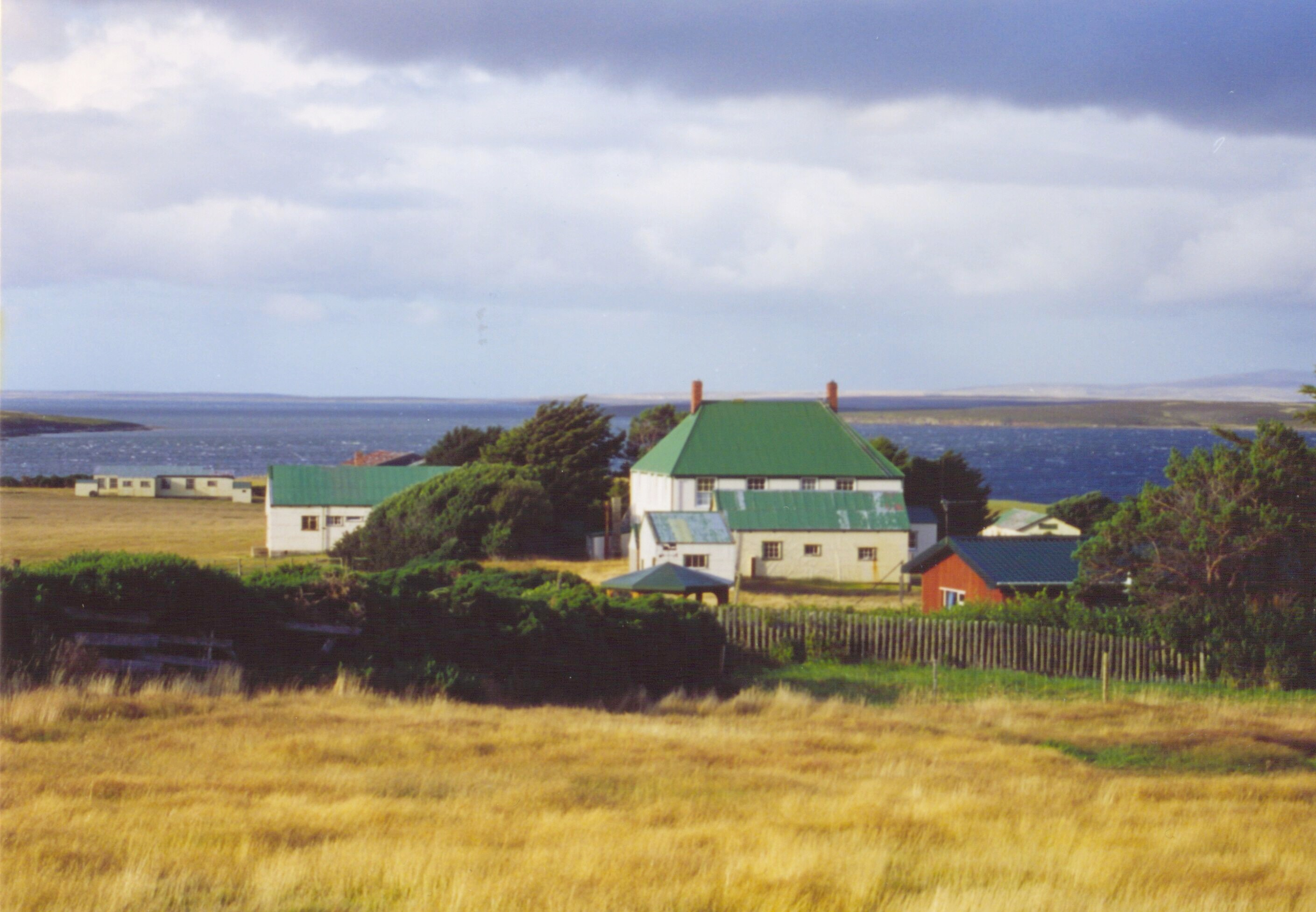
La bahía, vista desde Caleta Trullo (Teal Inlet).

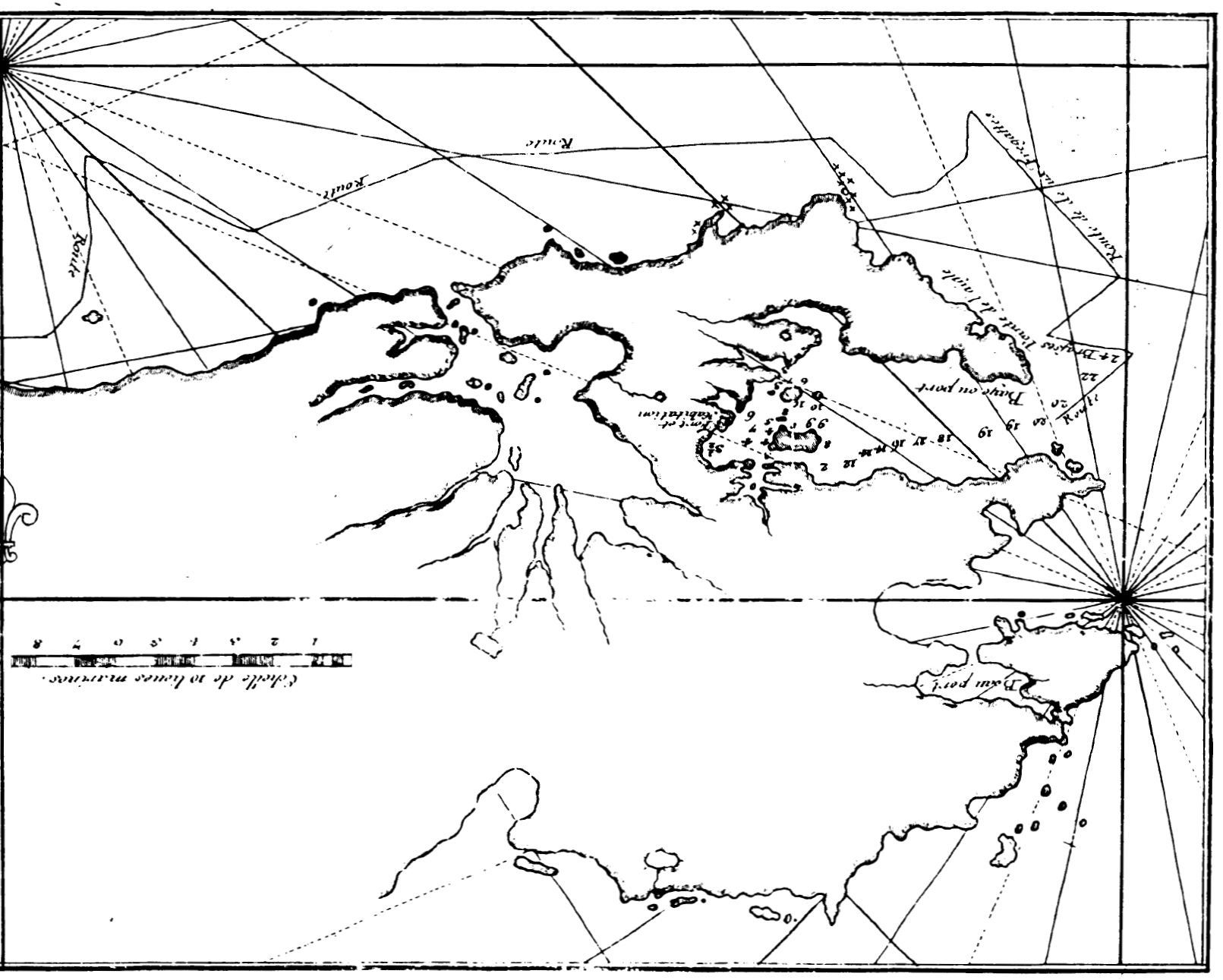
Antiguo mapa de la bahía (Dom Pernety, 1769).

La bahía de la Maravilla, o bahía del Aceite (en francés: Baye Marville, inglés: Salvador Water o Port Salvador), es una bahía localizada en la costa noreste de la isla Soledad, la mayor de las Malvinas. Tiene una intrincada línea de costa, pero podría ser descrito como que posee una forma de la letra eme.
Los asentamientos en la costa incluyen Caleta Trullo, Douglas, Salvador y Rincón Grande. Puerto Soledad, el principal asentamiento más antiguo en las islas también se encuentra cerca, al otro lado de un estrecho istmo, que se mete hacia la bahía de la Anunciación.

## Guerra de las Malvinas
Durante la guerra de las Malvinas, la bahía se la consideraba como uno de los sitios potenciales para un desembarco anfibio británico pero, en su caso, los desembarcos británicos tuvieron lugar en la bahía San Carlos, en el oeste de la isla Soledad, en el estrecho de San Carlos. Aunque este sitio fue muy favorecido por los argentinos como un sitio potencial, el evento fue considerado demasiado bajo por las fuerzas británicas por los problemas para ingresar sus buques de guerra más grandes.